# Coryphantha calochlora
Coryphantha calochlora ist eine Pflanzenart in der Gattung Coryphantha aus der Familie der Kakteengewächse (Cactaceae). Das Artepitheton calochlora leitet sich von den griechischen Worten kalos für ‚schön‘ sowie chloros für ‚grün‘ ab und verweist auf die glänzend grüne Epidermis der Art.

## Beschreibung
Coryphantha calochlora wächst meist einzeln und verzweigt nur selten von der Basis aus. Die kugelförmigen bis eiförmigen, dunkelgrünen bis schwärzlich grünen Triebe erreichen bei Durchmessern von 9 bis 10 Zentimeter Wuchshöhen von bis zu 9 Zentimeter. Die fast halbkugelförmigen Warzen sind konisch, die Axillen kahl. Die Areolen sind anfangs bewollt und verkahlen später. Die drei bis fünf Mitteldornen, die manchmal auch fehlen können, sind grau. Die zwölf bis 15 weißlichen, bis zu 2 Zentimeter langen Randdornen sind dünn.
Die weißlich cremefarbenen bis gelben Blüten erreichen Durchmesser von 2,5 bis 4 Zentimeter. Die graugrünen Früchte sind länglich und weisen Längen von bis zu 1 Zentimeter auf.

## Verbreitung und Systematik
Coryphantha calochlora ist im mexikanischen Bundesstaat Durango verbreitet. 
Die Erstbeschreibung durch Friedrich Bödeker wurde 1933 veröffentlicht. Reto F. Dicht und Adrian D. Lüthy behandelten Coryphantha calochlora 2001 als taxonomisches Synonym von Coryphantha nickelsiae.

## Nachweise